# Камелот

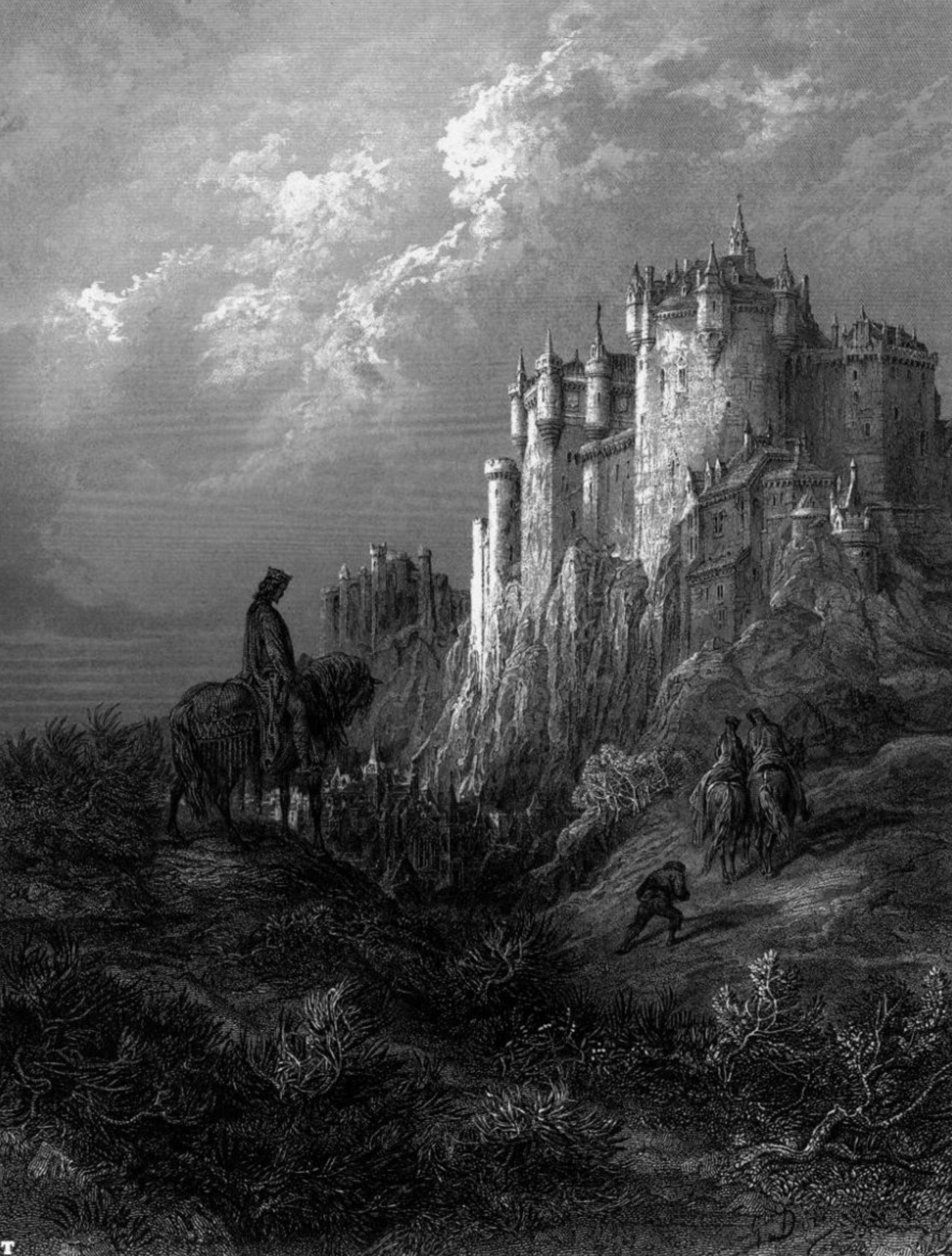
Камелот на гравюре Гюстава Доре, 1868

Камело́т (англ. Camelot) — легендарный рыцарский замок короля Артура, в котором находился его Круглый стол, собирались рыцари и где он провёл большую часть своей жизни. Точное место расположения неизвестно.

## Этимология
Происхождение названия до настоящего времени не определено. В средневековом французском романе артуровского цикла название имеет множество различных вариантов написания, среди которых: Camaalot, Camalot, Chamalot, Camehelot (в некоторых прочтениях — Camchilot), Camaaloth, Caamalot, Camahaloth, Camaelot, Kamaalot, Kamaaloth, Kaamalot, Kamahaloth, Kameloth, Kamaelot, Kamelot, Kaamelot, Cameloth, Camelot, а также Gamalaot.
Известный ученый-артуровед Эрнст Брюггер предположил, что название «Камелот» является искажённым переводом с валлийского названия «Камланн» — места последней битвы Артура, известной как битва при Камланне.
Американский ученый Роджер Шерман Лумис, один из наиболее авторитетных специалистов по средневековой и, отдельно, артуровской литературе, полагал, что название произошло от слова «Кавалон» (Cavalon) — что, предположительно, является искажением «Авалон» (под влиянием бретонского названия местности — «Каваллон» (Cavallon)). В дополнение он выдвинул ещё одно предположение, что Кавалон/Камелот мог стать в легендах столицей королевства Артура из-за путаницы с другой, традиционно приписываемой Артуру, резиденцией — Карлиону (Carlion или, на валлийском, Caer Lleon).
Ряд исследователей предположили, что название ведёт своё происхождение от романо-британского топонима Камулодун, возникшего в период т. н. железного века Британии и являвшемся названием одной из первых столиц Римской Британии. Джон Моррис, английский историк, специализирующийся на изучении Римской империи, а также на истории послеримской Британии, в своей книге «The Age of Arthur: A History of the British Isles from 350 to 650» («Эпоха Артура: история Британских островов в период с 350 по 650 годы») также предположил, что название «Камелот» возникло в легендах бриттов, вероятно, под влиянием «золотого века» — века мира и процветания под владычеством Рима, и, вероятно, подразумевает древнюю столицу Британии времен Римской империи — Камулодун.

Согласно легенде, Камелот правил Британией, Ирландией и Бретанью (Франция) до саксонского завоевания. В Камелоте Артур создал блестящий двор, который привлёк к себе самых известных рыцарей Европы, которые и стали рыцарями Круглого стола. Камелот был начальным пунктом поисков Священного Грааля.

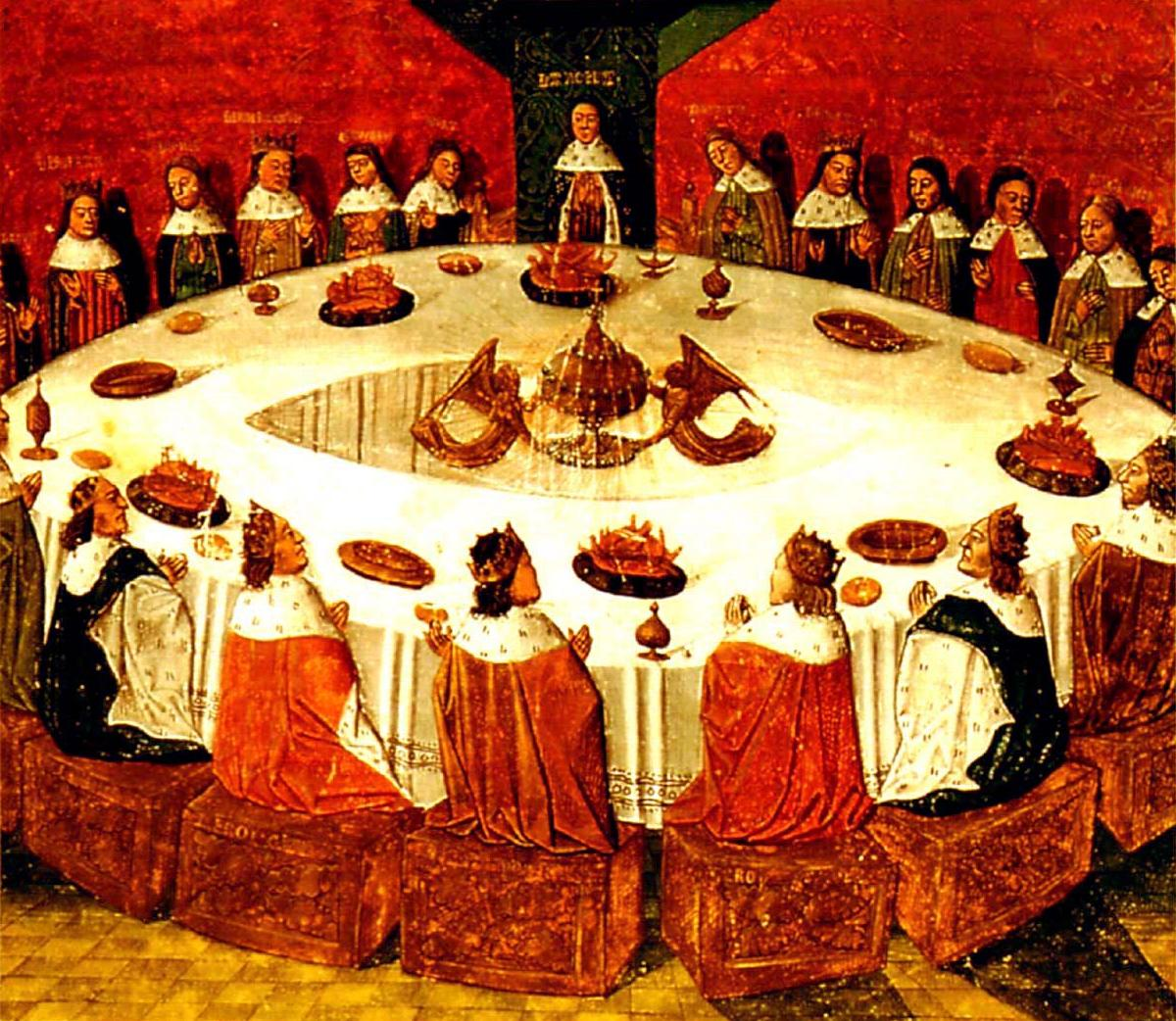
Рыцари Круглого стола в Камелоте

Самые старые истории про короля Артура не называют Камелот этим именем. Камелот впервые упоминается в романе «Ланселот» (фр. Lancelot), написанном Кретьеном де Труа в XII веке. 
В 1929 году историк Урбан Холмс утверждал, что Кретьен де Труа был знаком с «Естественной историей» Плиния Старшего, где упоминается именно Камулодун. Но, в таком случае, остаётся неясным, почему де Труа в своём романе решил использовать другое название. Если же учесть известную склонность де Труа к созданию новых, вымышленных, историй и персонажей (здесь примером такой фантазии автора может послужить первое в артуровской романистике упоминание любовной связи Ланселота и королевы Гвиневры) название «Камелот» также может быть полностью вымышленным.

## Месторасположение
Разные авторы в разные времена размещали Камелот в разных местах. Сэр Томас Мэлори  в романе «Смерть Артура» (XV век) разместил замок в Винчестере. Джеффри Монмут (англ. Geoffrey Monmouth) в своей «Истории королей Британии» (прим. 1136) отождествлял Камелот с замком Карлеон (англ. Caerleon) в Уэльсе. Также к валлийской земле отсылает город Криммих; предположительно, его развалины, поглощённые Ирландским морем, находятся у побережья Криммихской земли.
Ещё одним возможным местом расположения может быть древний Камулодун. В настоящее время на этом месте расположен город Колчестер.
Согласно исследованиям британского историка Кристофера Гидлоу (англ. Christopher Gidlow), он мог располагаться в амфитеатре города Честер в графстве Чешир на западе Англии.

## В массовой культуре

### В искусстве
- «Камелот» — мюзикл по сюжету артуровских легенд (США, 1967)
- «Камелот» — телевизионный сериал, в основе сюжета которого лежит легенда о короле Артуре (2011)
- «Kamelot» — американская рок-группа (c 1991)
- «Камелот-Z» — арт-рок группа[источник не указан 321 день]
- «Камелот» и «Камелот 2» — шоу «Цирка Братьев Запашных»
- «Мерлин» — фэнтези-телесериал (Великобритания, 2008—2012)
- «Kaamelott[фр.]» — юмористический фэнтези-телесериал (Франция, 2005—2009)

### Другое
- «Камелот» — воронежская газета объявлений и рекламы (с 1994).

Так как понятие «Камелот» неразрывно связано с именем короля Артура, постоянно пополняемый список книг, фильмов и иных произведений с упоминанием Камелота приведён в статье Артуриана.